# Broadwood and Sons
Broadwood and Sons är en pianofabrik i London, grundad 1732 av schweizaren Burkhardt Tschudi.
Fabriken övertogs senare av hans svärson och kompanjon John Broadwood, som införde den av Bartolomeo Cristofori uppfunna och av holländaren Americus Backers förbättrade hammarmekaniken. Henry Fowler Broadwood införde i slutet av 1800-talet järnramen. 1901 ombildades firman till aktiebolag.